# Amegilla calens
Amegilla calens es una especie de abeja excavadora perteneciente al género Amegilla, categorizada en la tribu Anthophorini, de la subfamilia Apinae.
Fue descrita científicamente por el entomólogo francés Amédée Louis Michel Lepeletier en 1841. Aparece registrada y publicada en una sección de Descriptions of New Species of Hymenoptera in the Collection of the British Museum de 1879.

## Distribución
Se distribuye por varios países del continente africano, entre ellos, Angola, Botsuana, Camerún, Congo, República Democrática del Congo, Gabón, Kenia, Liberia, Malaui, Mozambique, Namibia, Nigeria, Senegal, Sierra Leona, Sudáfrica, Sudán, Suazilandia, Tanzania, Zimbabue y Uganda.